# Symrise
Symrise — немецкая компания, производитель ароматизаторов, ингредиентов напитков, продуктов питания, косметики и парфюмерии. Штаб-квартира находится в Хольцминдене.

## История
Компания образовалась в 2003 году в результате слияния Haarmann & Reimer и Dragoco.
Haarmann & Reimer была основана в 1874 году Фердинандом Тиманном и Вильгельмом Хаарманом, которым первым удалось получить синтетический ванилин; в 1953 году компания была поглощена концерном Bayer. Dragoco была основана в 1919 году Карлом-Вильгельмом Гербердингом и Августом Белльмером, занималась производством духов и мыла. Обе компании базировались в Хольцминдене.
В апреле 2005 года была куплена британская компания Flavours Direct, производитель композиций ароматизаторов и приправ. В январе 2006 года был приобретён базирующийся в Гамбурге производитель растительных экстрактов Kaden Biochemicals. В декабре 2006 года компания разместила свои акции на Франкфуртской фондовой бирже.
Следующими поглощениями стали американская компания Belmay (2013 год, парфюмерия), шведская компания Pribi (2014 год, пробиотики), французская Diana Group (2014 год, пищевые добавки), американская компания Rennesenz (2016 год, терпены), британская компания Cobell (2017 год, экстракты соков), китайская компания Wing Pet Food (2022 год, корма для животных), Groupe Neroli (2022 год, парфюмерия).

## Деятельность
Подразделения по состоянию на 2022 год:
- пищевые ингредиенты — производство ароматизаторов и других ингредиентов для напитков, кондитерских изделий, снеков и других продуктов питания, а также кормов для животных и аквакультуры, 63 % выручки;
- парфюмерия и ароматизаторы — ингредиенты для парфюмерии, косметики, бытовой химии, включая ментол и другие ароматические молекулы, 37 % выручки.

По доле в выручке основными регионами деятельности в 2022 году были Германия (5 %), остальная Европа и Ближний Восток (32 %), Северная Америка (29 %), Азиатско-Тихоокеанский регион (21 %), Латинская Америка (13 %).